# Supra Bazar
Supra Bazar is een Belgische winkelketen opgericht in 1964 onder de naam "Stock Americain" met vijf vestigingen in West- en Oost-Vlaanderen: in Gullegem, twee vestigingen in Harelbeke (Harelbeke centrum en in Hulste), Lovendegem en Tielt. Het gaat telkens om winkelcomplexen waar een grote verscheidenheid aan producten wordt verkocht, zoals tuingereedschap, meubels, elektronica en sportmateriaal.
Supra Bazar werd in 1964 opgericht door de voormalige vlasboer Marcel Vanhalst als "Stock Americain".
Begin 2024 raakte bekend dat Supra Bazar de 27 Dreambabywinkels overneemt van Colruyt Group.